# Roberto Mondragón
Roberto A. Mondragón (Condado de Doña Ana, 27 de julio de 1940) es un político, músico y activista estadounidense miembro del Partido Demócrata. 

## Biografía
Mondragón se desempeñó como vicegobernador de Nuevo México de 1971 a 1975 y de 1979 a 1983. Anteriormente fue miembro de la Cámara de Representantes de Nuevo México.
A finales de los 1970s y principios de los 1980s, Mondragón grabó dos álbumes, Que cante Mondragón y Amigo. Una de sus primeras grabaciones es «Mi carrito paseado», un homenaje humorístico en espanglish a un automóvil poco confiable.
Fue el candidato del Partido Verde para gobernador de Nuevo México en las elecciones de 1994, recibiendo el 10,4% de los votos (47.080 votos), quedando en tercer lugar, detrás del ganador republicano Gary Johnson y el candidato demócrata Bruce King. 
Actualmente se desempeña como coordinador de proyectos especiales de agua para la oficina de ingenieros del estado de Nuevo México y la Comisión Interstate Stream. Mondragón regresó posteriormente al Partido Demócrata.
Mondragón es socio de Aspectos Culturales, una empresa sin fines de lucro con sede en Santa Fe dedicada a mantener la herencia hispana.